# Сельцо Кульбаево Мараса
Сельцо Кульбаево Мараса — деревня в Нурлатском районе Татарстана. Входит в состав Кульбаево-Марасинского сельского поселения.

## География
Находится в южной части Татарстана на расстоянии приблизительно 52 км на север-северо-запад по прямой от районного центра города Нурлат у речки Мараса.

## История
Основана в первой половине XVIII века, упоминалась также как Новопоселённая Мураса.

## Население
Постоянных жителей было в 1782 году — 47 душ мужского пола, в 1859—304, в 1897—376, в 1908—584, в 1920—522, в 1926—399, в 1938—347, в 1949—192, в 1958—168, в 1970—159, в 1979—145, в 1989 — 93, в 2002 году 89 (русские 100 %), в 2010 году 60.